# Globulariaceae
Globulariaceae é uma família de plantas dicotiledóneas da ordem Scrophulariales.
São pequenas plantas herbáceas, de folha simples, alternas, das regiões temperadas a subtropicais. Podem ser encontradas na Europa e Norte de África.
O sistema APG inclui estas plantas na família Plantaginaceae, situando-as na ordem Lamiales.

## Géneros
Esta família é composta por 30 espécies distribuídas em dois géneros:
- Globularia L. (1753)
- Poskea